# Elísio Macamo
Elísio Macamo (  Xai-Xai, 1965) é um intelectual moçambicano. Teve um formação no Instituto Médio de Línguas, em Maputo, como também em Tradução e Interpretação. Fez seu mestrado em sociologia na Universidade de Suffolk. Concluiu um doutorado em sociologia e antropologia na Universidade de Bayreuth, onde também deu aulas. Atualmente é professor assistente na Universidade de Basiléia e membro do comitê científico da CODESRIA.